# Chương Bình
Chương Bình (chữ Hán giản thể: 漳平市) là một thành phố cấp huyện thuộc địa cấp thị Long Nham, tỉnh Phúc Kiến, Cộng hòa Nhân dân Trung Hoa. Thành phố này có diện tích 2951,1 ki-lô-mét vuông, dân số 272.000 người, người Hán là chủ yếu, ngoài ra còn có người Hồi, Miêu, Tạng, Bố Y, Mãn, Thổ Gia. Ngôn ngữ ở đây là tiếng Mân Nam. Mã số bưu chính là 364400. Về mặt hành chính, thành phố này được chia thành 2 nhai đạo, 8 trấn, 6 hương.
- Nhai đạo: Tinh Thành, Quế Lâm.
- Trấn: Tân Kiều, Vĩnh Phúc, Khê Nam, Song Dương, Hòa Bình, Củng Kiều, Tượng Hồ, Xích Thủy.
- Hương: Lư Chi, Tây Nguyên, Nam Dương, Quan Điền, Ngô Từ, Linh Địa.